# Valfiorita
La motonave Valfiorita fu una nave mercantile di 6.200 tonnellate di stazza lorda, costruita in origine per usi commerciali e riconvertita ad uso militare durante la seconda guerra mondiale.
In particolare venne adibita al trasporto di automezzi, attrezzature e munizioni per il rifornimento delle truppe italiane impegnate nel conflitto mondiale. La nave fu affondata l'8 luglio 1943 durante la navigazione tra Messina e Palermo, dal sommergibile britannico HMS Ultor, che la colpì con un siluro nella zona di prua. Il comandante della Valfiorita cercò di puntare verso terra per mettere in salvo la nave, ma il danno provocato dal siluro fu così devastante che il troncone di prua si staccò dal resto della struttura, provocandone il repentino affondamento.
La nave Valfiorita giace tuttora di fronte l'abitato di Mortelle, in provincia di Messina, ad una profondità compresa tra i 55 ed i 70 metri, in perfetto assetto di navigazione e conserva ancora il suo ultimo carico costituito da camion, autovetture e motocicli dell'epoca. La Valfiorita è adesso considerato uno dei più bei relitti del mar Mediterraneo, meta di immersioni svolte esclusivamente da sub tecnici, a causa delle difficoltà rappresentate dall'elevata profondità, dalla corrente e dalle reti presenti sul relitto.